# Dragomir Milošević
Dragomir Milošević (ur. 4 lutego 1942 w Ubie) – serbski oficer, dowódca korpusu sarajewskiego w Armii Republiki Serbskiej, który w latach 1992–1995 oblegał Sarajewo w trakcie wojny w Bośni.
Do 1992 roku był oficerem Jugosłowiańskiej Armii Ludowej. 10 sierpnia 1994 zastąpił Stanislava Galicia na stanowisku dowódcy oblężenia Sarajewa. Funkcję tę pełnił do końca wojny.
W grudniu 2004 stanął przed Międzynarodowym Trybunałem Karnym dla byłej Jugosławii, który postawił mu zarzuty zbrodni przeciwko ludzkości oraz naruszenia praw i zwyczajów wojennych. 12 grudnia 2006 Milošević został skazany na 33 lata pozbawienia wolności za terror, morderstwa i nieludzkie czyny podczas ostrzeliwań Sarajewa, które doprowadziły do śmierci i urazów wielu cywilnych mieszkańców stolicy Bośni i Hercegowiny. 12 listopada 2009 zmniejszono karę do 29 lat.